# Озерсай, Кудрет
Кудрет Озерсай (тур. Kudret Özersay; род. 16 декабря 1973 года, Ларнака) ― политический деятель Турецкой Республики Северного Кипра, дипломат, учёный-специалист в области международных отношений. Принимал участие в переговорах по урегулированию кипрского спора в период с 2002 по 2012 годы и в 2014 году. Был специальным представителем президента Северного Кипра в период с 2010 по 2012 годы и снова ― в 2014 году. Основал и возглавил движение «Топарланиуруз», является одним из основателей и нынешним лидером Народной партии. 

## Биография
Родился в 1973 году в Ларнаке. Изучал международные отношения в Анкарском университете. В 2002 году защитил диссертацию на тему «Действительность кипрских договоров 1959–1960 годов в международном праве». 
Кудрет Озерсай начал участвовать в переговорах по урегулированию кипрского спора при президенте Рауфе Денкташе в 2002 году. Затем он был частью команды президента Мехмета Али Талата. Он был вновь назначен специальным представителем президента ТРСК Дервиша Эроглу 9 мая 2010 года. В мае 2012 года он основал движение «Топарланиуруз». Заявленной целью общественного движения была борьба с коррупцией в политике, повышение прозрачности в политическом процессе и бюрократическом аппарате. Эроглу не одобрил этот шаг и Озерсай ушёл в отставку со своего поста 8 июня 2012 года. Возглавляемое им движение критиковало правительство, политические партии и разные государственные учреждения, такие как Генеральный директорат полиции. 
8 февраля 2014 года Эроглу назначил Озерсая руководителем команды по переговорам. Однако после того, как Озерсай объявил о выдвижении своей кандидатуры на президентских выборах 2015 года, Эроглу снял его с этого поста 8 октября 2014 года. 
Озерсай баллотировался на пост президента Северного Кипра на выборах 2015 года и занял третье место, таким образом выбыв из выборной гонки в первом туре. Тем не менее, он получил 21,3% голосов на выборах, в то время как все четыре ведущих кандидата получили от 20% до 30% голосов. Его доля в голосовании была расценена как неожиданный успех, особенно учитывая то, что его не поддерживала какая-либо политическая партия и на тот момент у него не было продолжительного опыта участия в публичной политике. 
6 января 2016 года Озерсай вместе с рядом своих соратников учредил Народную партию, оставив руководство движением Топарланиуруз. Он заявил, что целью партии является уничтожение старого политического порядка, основанного на коррупции.